# Rådmann
Rådmann är i Norge den tjänsteman som leder kommunens förvaltning och verkställer kommunestyrets eller bystyrets beslut. Denne ämbetsman (inte politiker) kallades innan 1939 borgermester, "borgmästare", men sedan 1939 istället rådmann. Rådmännen i Norge motsvarar alltså Finlands kommun- och stadsdirektörer.
I kommuner med kommunal parlamentarism (2006 enbart i Oslo och Bergen), vill dock den förtroendevalda kommunledningen, liksom i de kommuner i Finland där borgmästare ersätter kommun- och stadsdirektörer, överta ledningen av förvaltningen och där finns alltså ingen rådmann.
Kommunal parlamentarism innebär att kommunstyrelsen enbart består av majoriteten i kommunestyret/bystyret. Kommunstyrelse kallas på norska vanligen formannskap "ordförandeskap", men i Oslo och Bergen kallas kommunstyrelsen numera byråd ("stadens råd") sedan 1986 respektive 2000 och dess ordförande (kommunstyrelsens ordförande eller finansborgarråd) kallas byrådsleder (ungefär "stadsrådsledaren").